# Рамзес XI
Рамзес XI био је десети и последњи фараон Двадесете египатске династије. Владао је од 1107. п. н. е. до 1078. п. н. е.. Египтом је владао најмање 29 година, иако неки египтолози мисле да је владавина могла бити дуга и 30 година. Један научник, Ад Тијс, чак шпекулира да је Рамзес XI владао 33 године - што је још један пример конфузних околности у којима је његова дуга владавина дошла крају. Могуће је да је био син Рамзеса X и краљице Тити која је имала титулу краљице мајке.